# Räumboot
Généralement, Räumboot ou R-boot est la désignation pour un petit navire de guerre, construit comme dragueur de mines, mais utilisé à plusieurs fins au cours de la Seconde Guerre mondiale.
Un total de 424 bateaux ont été construits pour la Kriegsmarine avant et pendant la Seconde Guerre mondiale. La marine allemande les a utilisés dans tous les théâtres, y compris la mer Baltique, la Méditerranée et la mer Noire. Ces bateaux ont été utilisés pour l'escorte de convois, pour des patrouilles, le déminage, le mouillage de mines et le sauvetage air-mer.
Environ 140 R-boote ont survécu à la guerre et ceux-ci ont été répartis entre les Alliés. Certains ont été utilisés par la German Mine Sweeping Administration (en allemand :Deutscher Minenräumdienst - en français : Administration du déminage allemand) pour le repérage et la destruction des mines navales en Europe occidentale.
Vingt-quatre R-boote ont été transférés à la marine allemande d'après-guerre : la Bundesmarine en 1956 et ont été utilisés jusqu'à la fin des années 1960. Une particularité de ces navires est l'utilisation des propulseurs Voith Schneider sur environ un quart des bateaux pour une maniabilité accrue.

## Classes des R-Boote
| Classe | Navires dans la Classe | Déplacement | Longueur | Notes                                                                      |
| ------ | ---------------------- | ----------- | -------- | -------------------------------------------------------------------------- |
| R1     | R1-R16                 | 60 tonnes   | 26 m     | Construit entre 1929-34                                                    |
| R17    | R17-24                 | 115 tonnes  | 37 m     | Construit entre 1934-38                                                    |
| R25    | R25-R40                | 110 tonnes  | 35,4 m   | Construit entre 1938-39                                                    |
| R41    | R41-129                | 125 tonnes  | 37,8 m   | Construit entre 1939-43                                                    |
| R130   | R130-150               | 150 tonnes  | 41,1 m   | Construit entre 1943-45                                                    |
| R151   | R151-217               | 125 tons    | 35,4 m   | Construit entre 1940-43                                                    |
| R218   | R218-300               | 140 tonnes  | 39,2 m   | Construit entre 1943-45, R291-300 non fini à la fin de la guerre           |
| R301   | R301-312               | 160 tons    | 41 m     | Construit entre 1942-45, 2 tubes lance-torpilles de 533 mm supplémentaires |
| R401   | R401-448               | 140 tonnes  | 39,2 m   | Lancé en 1943-45; la plupart pas achevé à la fin de la guerre              |

## Unités de R-Boote
Entre les deux guerres et durant la Seconde Guerre mondiale, un total de 19 Räumboots-Flottille (allemand pour Flottilles de dragueur de mines) ont été créées. Alors que la plupart ont été dissoutes à la fin de la guerre ou après la capitulation allemande, quelques-unes ont été conservées pour une utilisation par l'Administration du déminage allemand (en allemand : Deutscher Minenräumdienst - en anglais German Mine Sweeping Administration ou GMSA) et dissoutes après-guerre. Une flottille supplémentaire a été créée dans l'immédiat après-guerre, également pour une utilisation par le GMSA.
1. Räumboots-Flottille
Établie en octobre 1937, avec les navires suivants : R 17, R 18, R 19, R 20, R 21, R 22, R 23, R 24.
- Autres bateaux affectés au cours de son existence : R 43, R 52, R 65, R 66, R 67, R 68, R 69, R 70, R 71, R 72, R 73, R 74, R 75, R 76, R 106, R 119, R 120, R 127, R 128, R 145, R 150, R 249, R 259, R 260, R 268.
- Navire-escorte affecté : Nettelbeck, Nordpol.

2. Räumboots-Flottille
Établie en novembre 1938, avec les navires suivants : R 25, R 26, R 27, R 28, R 29, R 29, R 30, R 31, R 32.
- Autres bateaux affectés au cours de son existence : R 74, R 77, R 84, R 86, R 113, R 114, R 116, R 125, R 129, R 169.
- En 1945, était composée avec les navires suivants : R 412, R 413, R 414, R 415, R 416, R 417.
- Navire-escorte affecté : navire de transport Brommy.

3. Räumboots-Flottille
Établie en 1939 à Pillau, avec les navires suivants : R 33, R 34, R 35, R 36, R 37, R 38, R 39, R 40.
- Autres bateaux affectés au cours de son existence : R 163, R 164, R 165, R 166 R 196, R 197, R 203, R 204, R 205, R 206, R 207, R 208, R 209, R 216, R 248.
- Navire-escorte affecté : tender Von der Groeben.
- En 1945, était composée avec les navires suivants : R 270, R 288, R 289, R 418, R 420, R 421, R 422 R 423.
  - Navire-escorte affecté : Gazelle.

4. Räumboots-Flottille
Établie en avril 1940, avec les navires suivants : R 41, R 42, R 43, R 44, R 45, R 46, R 47, R 48, R 49, R 50, R 51, R 52.
- Autres bateaux affectés au cours de son existence : R 80, R 83, R 115, R 120, R 126, R 128, R 138, R 143, R 150, R 218, R 240, R 243, R 244, R 245, R 246, R 255, R 262, R 274, R 275, R 290, R 291.

5. Räumboots-Flottille
Établie en août 1939, avec les navires suivants: R 1, R 3, R 4, R 5, R 6, R 7, R 8, R 9, R 10, R 11, R 12, R 13.
- En 1941, était composée avec les navires suivants : R 53, R 54, R 55, R 56, R 57, R 58, R 59, R 60, R 61, R 62, R 63, R 64.
- Autres bateaux affectés au cours de son existence : R 89, R 90, R 113, R 121, R 122, R 124, R 238, R 250, R 269, R 273.
- Navire-escorte affecté : Elbe.

6. Räumboots-Flottille
Établie en juillet 1941 à Cuxhaven, avec les navires suivants : R 9, R 10, R 11, R 12, R 13, R 14, R 15, R 16.
- Autres bateaux affectés au cours de son existence : R 1, R 3, R 4, R 6, R 7, R 8, R 115, R 187, RA 10 (former English motor torpedo boat), and RD-boats: RD 116, RD 117, RD 118, RD 119, RD 120, RD 121, RD 122, RD 127, RD 128, RD 129, RD 130, RD 131.

7. Räumboots-Flottille
Établie en octobre 1940, avec les navires suivants: R 151, R 152, R 153, R 154, R 155, R 156, R 157, R 158, R 159, R 160, R 161, R 162.
- Autres bateaux affectés au cours de son existence: R 173, R 202, R 223, R 262, R 277.
- Navire-escorte affecté: Weser

8. Räumboots-Flottille
Établie en janvier 1942, avec les navires suivants : R 92, R 93, R 94, R 95, R 96, R 97, R 98, R 99, R 100, R 101.
- Autres bateaux affectés au cours de son existence : R 113, R 117, R 118, R 130, R 146, R 147, R 257, R 258, R 409.
- Navire-escorte affecté :  Nadir, Schwertfisch.

9. Räumboots-Flottille
Établie en mai–juin 1942 à Rotterdam.
- Autres bateaux affectés au cours de son existence : R 85, R 87, R 88, R 103, R 104, R 105, R 107, R 108, R 109, R 110, R 111, R 112, R 131, R 148, R 149, R 247, R 251, R 412, R 413, R 414, R 415, R 416, R 417
- Navire-escorte affecté : Alders.

10. Räumboots-Flottille
Établie en février-mars 1942 à Cuxhaven.
- Bateaux affectés au cours de son existence : R 175, R 176, R 177, R 179, R 180, R 181, R 182, R 183, R 184, R 190, R 213, R 217, R 218, R 219, R 221, R 222, R 224, R 234.
- Navire-escorte affecté : von der Lippe.

11. Räumboots-Flottille
Établie en septembre 1939, avec 8 chalutiers armés et 1 navire-escorte. En octobre 1940, a été renommée 7. Räumboots-Flottille et assignée à la remise en état des R-Boote.
- Bateaux affectés au cours de son existence, à partir de 1942: R 39, R 161, R 162, R 189, R 192, R 198, R 199, R 200, R 201, R 212, R 215, RD 102, RD 103, RD 104, RD 105, RD 109, RD 111, RD 112, RD 113, RD 114, RD 148, RD 149, RA 252, RA 253, RA 254, RA 258, RA 260, RA 261, RA 262, RA 263, RA 264, RA 267, RA 268.

12. Räumboots-Flottille
Établie en mai 1942 à Bruges ; puis déplacée en Méditerranée. Dissoute en février 1945.
- Bateaux affectés au cours de son existence : R 34, R 38, R 40, R 178, R 185, R 186, R 188, R 190, R 191, R 194, R 195, R 210, R 211.
- Navire-escorte affecté: von der Groeben.

13. Räumboots-Flottille
Établie le 15 novembre 1943 ; utilisée dans la Baie allemande. En 1957, la flottille a été transférée dans la nouvelle marine allemande (Bundesmarine) à partir de l'Administration du déminage allemand.
- Bateaux affectés au cours de son existence : R 132, R 133, R 134, R 135, R 136, R 137, R 138, R 139, R 140, R 141, R 142, R 144, R 177, R 252.
- Navire-escorte affecté: Nordsee.

14. Räumboots-Flottille
Établie en décembre 1943 ; utilisée dans la Manche. Après l'invasion de la France en juin 1944 a été utilisé dans la Baie allemande et la mer Baltique.
- Bateaux affectés au cours de son existence: R 18, R 214, R 219, R 225, R 226, R 227, R 227, R 228, R 229, R 230, R 231, R 232, R 233, R 235, R 236, R 237, R 242, R 259, R 263.
- Navire-escorte affecté: Barbara.

15. Räumboots-Flottille
Établie le 1er juillet 1944 ; utilisée dans la mer Baltique, incluant les eaux finlandaises. Dissoute après la capitulation allemande.
- Bateaux affectés au cours de son existence: R 239, R 240, R 241, R 243, R 244, R 245, R 254, R 255, R 256, R 409, R 410, R 411.

16. Räumboots-Flottille
Établie en octobre 1944, base principale : Haugesund en Norvège. Dissoute le 25 novembre 1947.
- Bateaux affectés au cours de son existence : R 264, R 266, R 267, R 401, R 402, R 403, R 404, R 405, R 406, R 407, R 408, R 424.

17. Räumboots-Flottille
Établie en juillet 1944 avec des bateaux d'entrainement et de formation ; initialement nommée Räumbootsflottille zbV, et utilisée dans la mer Baltique. Dissoute en fin 1947.
- Bateaux affectés au cours de son existence : R 55, R 71, R 102, R 167, R 170, R 174, R 175, R 176, R 181, R 220, R 241, R 246, R 249, R 290.

21. Räumboots-Flottille
Établie en juillet 1943. La flottille est composée de 12 grands dragueurs d'escorte (Geleit-Räumbooten) basée à Bergen en Norvège. Dissoute en début 1946.
- Bateaux affectés au cours de son existence : R 301, R 302, R 303, R 304, R 305, R 306, R 307, R 308, R 309, R 310, R 311, R 312

25. Räumboots-Flottille
Établie en été 1945 au Danemark avec des navires de différentes flottilles, pour l' Administration du déminage allemand. Dissoute en début 1946.
- Bateaux affectés au cours de son existence : R 18, R 23, R 65, R 234, R 254, R 257, R 258, R 409, R 410, R 411
- Navire-escorte affecté: Riegel.

30. Räumboots-Flottille
Établie en juin 1943 avec de petits dragueurs néerlandais et déplacée dans la mer Noire. Dissoute en août 1944.
- Bateaux affectés au cours de son existence : R 30, RA 51, RA 52, RA 54, RA 56.

### Source
- (en) Cet article est partiellement ou en totalité issu de l’article de Wikipédia en anglais intitulé « R boat » (voir la liste des auteurs).